# Епителска ћелија
Епителске ћелије никада нису појединачне већ су увек удружене тако да формирају непрекидне површине које се називају епител. Покривају све канале, унутрашњу површину крвних судова, дупље и слободну површину тела. Пореклом су од сва три клицина листа. Одликује их сталност облика, непокретност и поларизованост.

## Ембрионално порекло
Епителске ћелије одраслог организма воде порекло од сва три клицина листа:
- од ектодерма постају ћелије:
  - епидермиса коже;
  - епитела усне и носне дупље;
- од ендодерма се диференцирају ћелије:
  - епитела нервне цеви
  - паренхима жлезда које припадају систему за варење;
  - епитела дисајних путева;
- од мезодерма настају ћелије које облажу:
  - унутрашњост крвних судова;
  - телесних дупљи.

## Опште особине
Епителске ћелије обављају разноврсне функције па се као резултат тога образује велики број морфолошки различитих епителских ћелија које имају и различито ембрионално порекло. 
Без обзира на све различитости могуће је успоставити неке основне опште карактеристике које важе за сваку епителски ћелију:
- непокретност, која је последица чврстих веза између суседних ћелија као и повезаности са подепителском ламином;
- поларизованост, која је приметна не само споља већ и унутрашњости ћелије.

На ћелији се, услед спољашње поларизованости, разликују:
- вршна (апикална) површина на којој се налазе различите диференцијације (какве су микроресице и трепље) које образује ћелијска мембрана и елементи цитоскелета,
- основица, база која належе на подепителску ламину;
- бочне стране којима се суседне ћелије повезују чврстим везама и преко којих се остварује комуникација међу њима.

Унутрашња поларизованост огледа се у томе што се:
- грануларни ендоплазматични ретикулум и митохондрије групишу око и испод једра, односно, у доњој половини ћелије
- Голџијев апарат и центрозом налазе у горњој половини ћелије, односно, изнад једра (слика).

Неопходно је напоменути да се оваква изразита унутрашња поларизованост код неких епителских ћелија не може тако јасно уочити.

### Вршна површина
Вршна површина је снабдевена различитим диференцијацијама:
- гликокаликсом (мукусом) који има заштитну улогу;
- покретним: трепље и бичеви (флагелуми);
- непокретним: микровили и стереоцилије.

Бичеви имају исту структуру као трепље само се од њих разликују по дужини, трепље су краће.
Микровили (микроресице) су прстолики израштаји мембране оних епителских ћелија које учествују у процесима апсорпције и транспорта течности и метаболичких производа, као што је нпр. епител танког црева. Стереоцилије су исте грађе као микровили само су веће дужине и налазе се на површини цилиндричних ћелија мушких полних канала, вестибуларним ћелијама и др.

## Улоге/функције
Налазе се на веома разноврсним местима у организму и обављају велики број функција:
- покровна, заштитна (покривају површину тела и облажу дупље);
- апсорптивна (упијајућа);
- секреторна
- транспортна
- чулна.